# 檄!帝国華撃団全集
『檄!帝国華撃団全集』（げき ていこくかげきだんぜんしゅう）は、テレビゲーム「サクラ大戦シリーズ」のテーマソング「檄!帝国華撃団」の様々なバージョンを収録したコンピレーション・ベスト・アルバム。2006年7月19日にウェーブマスターから発売された。

## 概要
様々なバージョンが存在するゲキテイが収録されている(収録時の全バージョン)。
トラック11は 歌謡ショウ『紅蜥蜴』からライブバージョン。
トラック12から18は 新春歌謡ショウ『歌え♪花組』から「お国自慢ゲキテイ」より(各キャラクターが出身地の言葉で歌う)公演時のライブ版である。
ジャケットイラストは、藤島康介によって真宮寺さくらが描き下ろされている。

## 収録曲
- 全作詞：広井王子、全作曲：田中公平
- 編曲：根岸貴幸（トラック1 – 5, 8–10）、岩崎文紀（トラック6）、多田彰文（トラック7）、田中公平（トラック11）、ノンクレジット（トラック12 – 18）

1. 檄!帝国華撃団
歌：真宮寺さくら（横山智佐）&帝国歌劇団
ゲーム『サクラ大戦』（「サクラ大戦 〜熱き血潮に〜」「サクラ大戦1&2」）主題歌、OVA『サクラ大戦 桜華絢爛』主題歌
2. 檄!帝国華撃団（改）
歌：真宮寺さくら（横山智佐）・神崎すみれ（富沢美智恵）・マリア･タチバナ（高乃麗）
ゲーム『サクラ大戦2 〜君、死にたもうことなかれ〜』（「サクラ大戦1&2」）主題歌、OVA『サクラ大戦 轟華絢爛』主題歌
3. 檄!帝国華撃団（改 II）
歌：李紅蘭（渕崎ゆり子）・アイリス（西原久美子）・桐島カンナ（田中真弓）
OVA『サクラ大戦 轟華絢爛』主題歌
4. 檄!帝国華撃団III
歌：真宮寺さくら（横山智佐）・神崎すみれ（富沢美智恵）・マリア・タチバナ（高乃麗）・アイリス（西原久美子）・李紅蘭（渕崎ゆり子）・桐島カンナ（田中真弓）・ソレッタ・織姫（岡本麻弥）・レニ・ミルヒシュトラーセ（伊倉一恵）
ゲーム『サクラ大戦3 〜巴里は燃えているか〜』主題歌
5. ゲキテイ（檄!帝国華撃団）
歌：真宮寺さくら（横山智佐）&帝国歌劇団
TBS系テレビアニメ『サクラ大戦TV』オープニングテーマ（バックトラックは「III」と同音源）
6. ユーロゲキテイ
歌：真宮寺さくら（横山智佐）
7. ゲキテイ音頭
歌：桐島カンナ（田中真弓）
TBS系テレビアニメ『サクラ大戦TV』エンディングテーマ（第13 - 20話）
8. 檄!帝〜最終章（フィナーレ）～
歌：大神一郎（陶山章央）・真宮寺さくら（横山智佐）・神崎すみれ（富沢美智恵）・マリア・タチバナ（高乃麗）・アイリス（西原久美子）・李紅蘭（渕崎ゆり子）・桐島カンナ（田中真弓）・ソレッタ・織姫（岡本麻弥）・レニ・ミルヒシュトラーセ（伊倉一恵）・エリカ・フォンティーヌ（日髙のり子）、グリシーヌ・ブルーメール（島津冴子）、コクリコ（小桜エツ子）、ロベリア･カルリーニ（井上喜久子）、北大路花火（鷹森淑乃）
ゲーム『サクラ大戦4 〜恋せよ乙女〜』主題歌
9. 檄!帝国華撃団（オリジナルカラオケ）
10. 檄!帝国華撃団（改）（オリジナルカラオケ）
11. 檄!帝国華撃団（改）〜歌謡ショウ「紅蜥蜴」より〜（ライブバージョン）
歌：真宮寺さくら（横山智佐）・神崎すみれ（富沢美智恵）・マリア・タチバナ（高乃麗）・アイリス（西原久美子）・李紅蘭（渕崎ゆり子）・桐島カンナ（田中真弓）・ソレッタ・織姫（岡本麻弥）・レニ・ミルヒシュトラーセ（伊倉一恵）・藤枝かえで（折笠愛）・大神一郎（陶山章央）ほか
12. 檄!帝国華撃団〜さくら・仙台弁〜
歌：真宮寺さくら（横山智佐）
13. 檄!帝国華撃団〜マリア･ロシア語〜
歌：マリア・タチバナ（高乃麗）
14. 檄!帝国華撃団〜アイリス･フランス語〜
歌：アイリス（西原久美子）
15. 檄!帝国華撃団〜紅蘭・中国語〜
歌：李紅蘭（渕崎ゆり子）
16. 檄!帝国華撃団〜カンナ･沖縄弁〜
歌：桐島カンナ（田中真弓）
17. 檄!帝国華撃団〜織姫・イタリア語〜
歌：ソレッタ・織姫（岡本麻弥）
18. 檄!帝国華撃団〜レニ・ドイツ語〜
歌：レニ・ミルヒシュトラーセ（伊倉一恵）

※トラック12 – 18はボーナス・トラック扱い。
ダウンロード・ストリーミング配信・サブスクリプションなどもある。